# Alaska Air Group

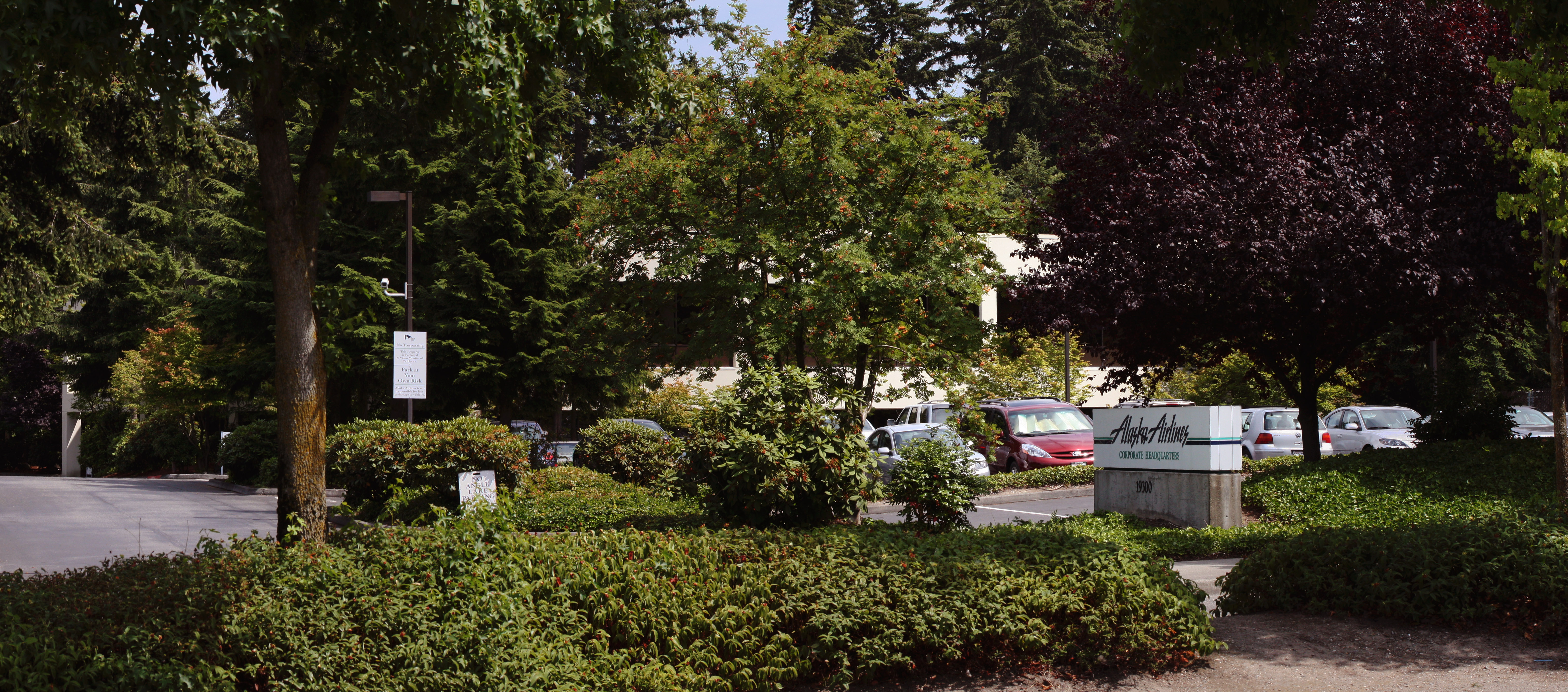
Штаб-квартира холдингу Alaska Air Group

Alaska Air Group Inc. (NYSE: ALK) — американський авіаційний холдинг зі штаб-квартирою в Сітеку, передмістя Сіетла (Вашингтон), що володіє двома сертифікованими комерційними авіаперевізниками: магістральної авіакомпанії Alaska Airlines і регіональної авіакомпанії Horizon Air.

## Історія
Холдинг був створений у 1985 році на базі авіакомпанії Alaska Airlines, а рік потому придбав авіакомпанію місцевого значення Jet America Airlines і працює на ринку повітряних перевезень штату Аляска Horizon Air , при цьому протягом 1987 року всі робітники та службовці Jet America Airlines були переведені в штат магістральної Alaska Airlines. Холдинг не має ніякого відношення до утвореної у 2007 році авіакомпанії JetAmerica
Станом на кінець 2007 року кількість працівників авіахолдингу Alaska Air Group становило 9866 осіб, протягом наступних двох років штат працівників скорочувався у зв'язку з загальними кризовими явищами в індустрії комерційних авіаперевезень. До теперішнього часу точне число працівників у Alaska Air Group офіційно не публікувалося.
Магістральна компанія Alaska Airlines експлуатує повітряний флот з літаків Boeing 737 з кількістю пасажирських місць до 172 одиниць, регіонал Horizon Air використовує літаки канадської фірми Bombardier, розраховані на максимум 76 пасажирських крісел.
4 квітня 2016 року з'явилася інформація про купівлю Virgin America за 4 млрд $, це дозволить збільшити маршрутну мережу до 1200 щоденних маршрутів. Угода планується на початок 2017 року.

## Акціонери
Станом на 2017 більшість акцій Alaska Air Group перебувають в інституційних інвесторів (T. Rowe Price, The Vanguard Group та інших).

## Флот
Станом на листопад 2009 року у веденні холдингу Alaska Air Group перебував повітряний флот зі 157 літаків, що за обсягом можна порівняти з іншим авіаційним холдингом США AirTran Holdings.